# الجدول الزمني للحرب في العراق (2017)
هذا هو التسلسل الزمني للأحداث خلال الحرب في العراق من عام 2013 إلى عام 2017 في عامها الأخير.

## التسلسل الزمني

### يناير
- 2 يناير –
  - تفجيرات بغداد في يناير 2017 : أدت سلسلة من التفجيرات بالسيارات المفخخة في مدينة الصدر وأجزاء أخرى من بغداد إلى مقتل 56 شخصًا على الأقل وإصابة أكثر من 120 آخرين.[1]
  - هاجم مسلحون يرتدون سترات ناسفة مركزين للشرطة في مدينة سامراء بوسط العراق، مما أسفر عن مقتل 7 ضباط على الأقل.[2]
- في 5 يناير/كانون الثاني، انفجرت سيارة مفخخة في سوق للمواد الغذائية بمنطقة العبيدي ببغداد، ما أسفر عن مقتل 9 أشخاص وإصابة 15 آخرين. وبعد حلول الظلام، فجر انتحاري سيارة مفخخة قرب نقطة تفتيش أمنية في باب المعظم، ما أسفر عن مقتل 11 شخصًا وإصابة 22 آخرين. كما وقعت عدة هجمات أصغر حجمًا في أنحاء المدينة، أسفرت عن مقتل 7 أشخاص وإصابة 20 آخرين.[3][4]
- في 6 يناير/كانون الثاني، تعرّضت نقطة تفتيش للشرطة قرب تكريت لهجوم انتحاري وسيارة مفخخة. قُتل أربعة ضباط شرطة واثنان من المهاجمين، بينما جُرح 12 آخرون.[5]
- 8 يناير - أعلن تنظيم الدولة الإسلامية مسؤوليته عن تفجيرين انتحاريين بسيارتين مفخختين في بغداد. قُتل ما لا يقل عن 20 شخصًا وجُرح أكثر من 50 آخرين.[6]
- 11 يناير - انفجرت سيارة مفخخة في منطقة البياع ببغداد، مما أدى إلى مقتل شخص وإصابة خمسة آخرين.[7]
- 14 كانون الثاني – أحرق مسلحو تنظيم الدولة الإسلامية عائلة مكونة من خمسة أشخاص (أم وأربعة أطفال) في كركوك.[8]
- 16 يناير - قُتل شخص وأصيب خمسة آخرون عندما انفجرت عبوتان ناسفتان في بغداد.[9]
- 18 يناير - انفجرت سيارة مفخخة في حي أبو دشير ذي الأغلبية الشيعية في بغداد.[10]
- 20 يناير - قُتل رجل مسن عراقي وحفيده في غرب الموصل في انفجار ناجم عن قنبلة أسقطتها طائرة بدون طيار موجهة من قبل تنظيم الدولة الإسلامية.[11]
- 24 يناير - تحرر النصف الشرقي من مدينة الموصل من سيطرة داعش، وبدأ الجيش العراقي التقدم إلى غرب الموصل بعد فترة وجيزة.[12]
- 25 يناير - أدى انفجاران ناجمان عن سيارتين مفخختين إلى مقتل مدنيين اثنين وإصابة تسعة آخرين في العاصمة العراقية.[13]
- 26 يناير –
  - أدى تفجير في سوق جنوب بغداد إلى مقتل شخص وإصابة خمسة آخرين. وفي وقت سابق من اليوم، أدى هجوم على نقطة تفتيش تابعة للميليشيات إلى مقتل شخص وإصابة ثلاثة آخرين.[14]
  - أسقطت طائرة مسيرة تابعة لتنظيم الدولة الإسلامية متفجرات على منزل في وسط الموصل مما أدى إلى إصابة ثلاثة أفراد من نفس العائلة[15]
- 28 يناير –
  - انفجار قنبلة يقتل شخصًا ويصيب أربعة آخرين في بغداد.[16]
  - أدى تفجير انتحاري في الفلوجة إلى مقتل اثنين من ضباط الشرطة على الأقل وإصابة اثنين آخرين.[17]
- 30 يناير –
  - أدى انفجار إلى مقتل شخص وإصابة أربعة آخرين بالقرب من أحد الأسواق في جنوب بغداد.[18]
  - أدى انفجار في الموصل إلى مقتل ثلاثة أطفال على الأقل.[19]

### فبراير
- 1 فبراير - أعدم تنظيم الدولة الإسلامية خمسة مدنيين في الحويجة.[20]
- 2 فبراير - أسفر انفجار عن مقتل شخص وإصابة ثلاثة آخرين قرب سوق جنوب بغداد. كما أدى تفجير آخر سابق إلى إصابة مدنيين اثنين.[21]
- 7 فبراير - أعدم تنظيم الدولة الإسلامية خمسة عشر مدنيًا في قرية شمال الموصل.[22]
- 8 فبراير -
  - أعدم تنظيم الدولة الإسلامية عشرين مدنيًا في الموصل حرقًا بتهمة التعاون مع قوات الأمن العراقية. كما أُعدم سبعة من مقاتلي التنظيم بتهمة الفرار.[23]
  - قُتل شخص وجُرح تسعة عشر آخرون في غارات لطائرات مُسيّرة شنّها تنظيم الدولة الإسلامية.[24]
  - أفاد ضابط عسكري بمقتل جنديين عراقيين في انفجار قنبلة على جانب الطريق غرب العراق يوم الأربعاء. وقع الانفجار أثناء مرور مركبة عسكرية على طريق سريع غرب الرمادي، عاصمة محافظة الأنبار.
- 9 فبراير - قُتل تسعة أشخاص في هجومين صاروخيين شرق الموصل. 10 فبراير - قُتل ما لا يقل عن عشرة أشخاص وجُرح 33 آخرون في انفجار سيارة مفخخة في العاصمة العراقية بغداد.[25]
- 10 فبراير - قُتل ما لا يقل عن عشرة أشخاص وجُرح 33 آخرون في انفجار سيارة مفخخة في العاصمة العراقية بغداد.[26]
- 12 فبراير - أحرق مسلحو تنظيم الدولة الإسلامية 15 مدنياً في كركوك، بينهم أطفال، لمحاولتهم الهروب من الأراضي التي يسيطرون عليها.[27]
- 13 فبراير - قصف تنظيم الدولة الإسلامية مدرسة شمال الموصل، مما أسفر عن مقتل ثلاثة طلاب ومعلم، وإصابة 24 آخرين.[28]
- 15 فبراير -
  - أسفرت عدة تفجيرات عن مقتل ثمانية عشر شخصًا وإصابة ما لا يقل عن 30 آخرين، بما في ذلك تفجير سيارة مفخخة قرب سوق في بغداد أسفر عن مقتل خمسة أشخاص وإصابة 20 آخرين.[29]
  - قُتل ثلاثة أشخاص وجُرح أربعة آخرون في غارة جوية شنتها طائرة مُسيّرة تابعة لتنظيم الدولة الإسلامية شرق الموصل.[30]
  - أعدم تنظيم الدولة الإسلامية 13 مدنيًا بإغراقهم في أقفاص معدنية في الموصل.[31]
  - أعدم تنظيم الدولة الإسلامية ثمانية مدنيين في الحويجة.[31]
- 16 فبراير - قُتل ما لا يقل عن 59 شخصًا وجُرح أكثر من 60 آخرين في انفجار سيارة مفخخة في معرض سيارات ببغداد.[32][33][34]
- 17 فبراير - هاجم مسلحو تنظيم الدولة الإسلامية مقرًا لكتيبة تابعة لقوات الحشد الشعبي جنوب شرق تكريت، مما أسفر عن مقتل ثمانية من عناصر الميليشيا وإصابة عدد غير معروف.[32]
- 19 فبراير -
  - أعلن رئيس الوزراء العراقي حيدر العبادي بدء عملية استعادة غرب الموصل.[35]
  - قُتل شخصان في هجوم انتحاري لتنظيم الدولة الإسلامية شرق الموصل.[36]
- 20 فبراير -
  - أسفرت طائرات مُسيّرة وقصف صاروخي لتنظيم الدولة الإسلامية عن مقتل 11 مدنيًا في مناطق استعادتها قوات الأمن شرق الموصل.[37]
  - أدى تفجير عبوة ناسفة في سوق إلى مقتل شخص وإصابة أربعة آخرين غرب بغداد.[38]
- 21 فبراير -
  - أسفر انفجار سيارة مفخخة في حي العامرية جنوب غرب بغداد عن مقتل 7 مدنيين وإصابة 30 آخرين على الأقل.[39]
  - وأعدم مسلحو تنظيم الدولة الإسلامية ضابط شرطة.[40]
- 24 فبراير - هاجم مسلحو تنظيم الدولة الإسلامية معبرًا حدوديًا عراقيًا خارج الرطبة بسيارة مفخخة يقودها انتحاري ومسلحين. قُتل 15 جنديًا بينهم ضابطان. ولم ترد أنباء عن إصابات.[41]
- 25 فبراير - انفجرت أربع قنابل قرب خط أنابيب في كركوك. قُتل أحد عناصر البيشمركة وجُرح اثنان آخران.[42]
- 26 فبراير - قُتلت الصحفية البارزة في شبكة روداو الإعلامية، شفاء كردي، مع قائد في قوات الحشد الشعبي وأربعة مقاتلين من الميليشيات أثناء إعدادها تقريرًا عن مقبرة جماعية مشتبه بها جنوب الموصل. وأصيب ما لا يقل عن 8 آخرين في التفجير، بمن فيهم مصور كردي.[43]

### مارس
- 4 مارس - انفجرت عبوة ناسفة، ظهر اليوم، قرب سوق شعبي في منطقة الشعب شمال بغداد، ما أدى إلى إصابة مدنيين اثنين.[44]
- 6 مارس –
  - قُتل 4 مدنيين وأصيب 25 آخرون جراء هجوم كيميائي لتنظيم الدولة الإسلامية على غرب الموصل.[45]
  - أعدم تنظيم الدولة الإسلامية ثمانية مدنيين في كركوك.[46]
- 9 مارس - قُتل 30 مدنياً وأصيب 26 آخرون في تفجيرين انتحاريين في حفل زفاف في تكريت بالعراق.[47]
- 20 مارس - أدى انفجار سيارة مفخخة إلى مقتل 23 شخصًا وإصابة أكثر من 40 آخرين في منطقة تجارية في ضاحية حي العامل جنوب غرب البلاد.[48]
- 27 مارس – استهدف هجوم انتحاري بشاحنة مفخخة نقطة تفتيش للشرطة في جنوب بغداد، مما أسفر عن مقتل 17 شخصًا وإصابة ما لا يقل عن 60 آخرين.[49]
- 29 مارس - نفذت قوات التحالف بقيادة الولايات المتحدة قصفًا على حي الأغوات الجديدة في غرب الموصل في 17 مارس 2017 مما أسفر عن مقتل المئات من المدنيين.[50]

### أبريل
- 2 أبريل - أدى انفجار عبوتين ناسفتين إلى إصابة ستة من قوات البيشمركة غربي طوزخورماتو، جنوب كركوك.[51]
- 3 أبريل - قُتل ثلاثة من أفراد الشرطة وأصيب سبعة جنود - أربعة من أفراد الشرطة وثلاثة جنود من الجيش - في تفجير انتحاري في مدينة الفلوجة غربي العراق، وفقًا لضابط عسكري محلي.[52]
- 5 أبريل –
  - هجمات تكريت 2017: قتل مسلحون 35 شخصًا على الأقل، من بينهم 14 من قوات الأمن. وقع الهجوم في تكريت، وتبناه تنظيم الدولة الإسلامية.[53]
  - قُتل سبعة أشخاص في ثلاثة تفجيرات ببغداد. زُرع التفجير الأول في سوق للأسماك، وأسفر عن مقتل ثلاثة مدنيين وإصابة أربعة آخرين. وفي التفجير الثاني، قُتل مدني وجُرح آخر. وفي التفجير الثالث، قُتل ثلاثة أشخاص وجُرح سبعة عندما انفجرت قنبلة على جانب الطريق وسط مجموعة من عمال البناء.[54]
  - وقع هجوم في بعقوبة، أدى إلى مقتل اثنين من ضباط الشرطة وإصابة أربعة آخرين.[54]
  - وقال ضابط شرطة إن عبوة ناسفة انفجرت في سوق للأسماك في اليوسفية جنوب بغداد، مما أسفر عن مقتل ثلاثة أشخاص وإصابة أربعة آخرين.[54]
- 6 أبريل - انفجار قنبلة يقتل شخصًا ويصيب 8 آخرين.[55]
- 7 أبريل – أدى تفجير إلى مقتل شخص وإصابة ثلاثة آخرين في جنوب بغداد.[56]
- 10 أبريل –
  - إرهابي منفرد يقتل 12 شخصًا على الأقل في كركوك بالعراق.[57]
  - انفجار قنبلة يقتل شخصًا على الأقل ويصيب أربعة آخرين في شمال بغداد.[58]
- 11 أبريل - قتل مسلحون من تنظيم الدولة الإسلامية في العراق والشام ما لا يقل عن 7 أشخاص وأصابوا 13 آخرين. جميع الضحايا من المدنيين.[59]
- 12 أبريل - انفجار قنبلة يقتل شخصًا ويصيب 4 آخرين في جنوب شرق بغداد.[60]
- 13 أبريل –
  - مسلحون يقتلون شخصين على الأقل في ديالى. جميع الضحايا من رجال الشرطة.[61]
  - إرهابي يقتل شخصا على الأقل ويصيب 4 آخرين جنوب بغداد.[62]
- 15 نيسان – مقتل شخص وإصابة آخر بانفجار قنبلة في قرية شمال شرق ديالى.[63]
- 18 أبريل/نيسان - أسفر تفجير سيارة مفخخة عن مقتل 16 مدنيًا على الأقل في حي الثورة بالموصل. حاول الانتحاري استهداف وحدات عسكرية قريبة، لكنه فشل في اختراق الأمن، فجّر السيارة في زقاق قريب.[64]
- 23 أبريل - نصب مسلحو تنظيم الدولة الإسلامية كمينًا لقافلة تقل جنودًا وحرس حدود وضباط شرطة محليين خارج مدينة الرطبة مباشرة، مما أسفر عن مقتل 10 وإصابة 20 آخرين.[65]
- 28 أبريل - أدى هجوم انتحاري بسيارة مفخخة على مجمع لشرطة المرور في وسط بغداد يوم الجمعة إلى مقتل أربعة أشخاص على الأقل وإصابة ستة آخرين.[66]

### مايو
- 2 مايو -
  - قُتل يونس ومساعده على يد مسلحين في حي وحيد حظيران جنوب كركوك.[67]
  - أفاد مسؤولون أن مسلحين من تنظيم داعش قتلوا ما لا يقل عن 10 جنود عراقيين في محافظة الأنبار غرب البلاد.[68]
- 3 مايو/أيار -
  - قُتل شرطيان في تفجير انتحاري نفذه إرهابيو داعش في محافظة صلاح الدين شمال العراق، وفقًا لمصدر عسكري محلي.[69]
  - قُتل مُعلّم بانفجار قنبلة مزروعة أسفل مركبة غرب بغداد. وفي انفجار آخر، جُرح شخصان بانفجار قنبلة في قضاء النهروان، جنوب شرق بغداد.[70]
- 5 مايو/أيار -
  - أسفر انفجار عبوة ناسفة بدائية الصنع جنوب محافظة كركوك عن مقتل ضابط من البيشمركة وإصابة جنديين آخرين.[71]
  - فجّر انتحاري يقود سيارة مفخخة نفسه في وسط مدينة حديثة، مما أسفر عن مقتل خمسة أشخاص وإصابة ثمانية آخرين.[72]
- 6 مايو/أيار - قُتل مدنيان وأصيب ثلاثة آخرون في انفجارين وقعا غرب بغداد.[73]
- 7 مايو - قُتل جنديان كرديان في هجوم لتنظيم الدولة الإسلامية على قاعدة عسكرية في كركوك شمال العراق.[74]
- 8 مايو -
  - قُتل شرطيان جراء انفجار عبوة ناسفة جنوب مدينة الرمادي.[75]
  - قُتل ضابط شرطة على يد مجموعة مسلحة على مشارف مدينة بعقوبة.[76]
- 9 مايو -
  - أعدم عناصر تنظيم الدولة الإسلامية 47 من سجنائهم في قضاء الحويجة بكركوك، بينهم 12 من رفاقهم.[77]
  - قُتل مدنيان وجُرح اثنان آخران يوم الثلاثاء بانفجار عبوة ناسفة شمال مدينة الرمادي.[78]
  - قُتل شخص وجُرح ثلاثة آخرون بانفجار قنبلة هز منطقة جنوب غرب بغداد.[79]
- 10 مايو - قُتل موظف في وزارة التربية والتعليم بانفجار قنبلة في منطقة الزيدان بقضاء أبو غريب غرب بغداد.[80]
- 11 مايو -
  - قُتل شرطي عندما أطلق عليه مسلح النار شمال كركوك.[81]
  - قُتل أربعة أشخاص وجُرح عشرة آخرون بانفجار سيارة مفخخة يوم الخميس في قضاء الشعلة، شرق بغداد.[82]
- 12 مايو - لقيت طفلة ووالداها حتفهما إثر سقوط قذيفة هاون، يُعتقد أنها من تنظيم الدولة الإسلامية، على منزلهما.[83]
- 13 مايو - قُتل جندي، بينما أُصيب أحد أفراد الحشد الشعبي بانفجار عبوة ناسفة.[84]
- 14 مايو - انفجرت سيارة مفخخة قرب جسر في شارع الربيعي، ما أسفر عن مقتل شخص وإصابة خمسة آخرين.[85]
- 15 مايو -
  - تسلل أربعة انتحاريين إلى بلدة حديثة، غرب الأنبار، إلا أن ثلاثة منهم حوصروا داخل منزل وقتلتهم قوات الأمن، بينما فجّر الرابع نفسه، مما أسفر عن مقتل اثنين من عناصر الأمن.[86]
  - قُتل أحد أفراد العشائر السنية التي تقاتل تنظيم الدولة الإسلامية يوم الاثنين، وأصيب آخر عندما هاجم مسلحون موقعهم جنوب بغداد.[87]
- 16 مايو - لقي شخص حتفه وأصيب اثنان آخران بانفجار عبوة ناسفة شمال بغداد.[88]
- 17 مايو - استعادت القوات العراقية ما بين 70٪ و90٪ من النصف الغربي لمدينة الموصل. يُشتبه في انتهاء معركة الموصل مبكرًا.[89]
- 18 مايو/أيار -
  - قُتل مدني وأصيب ثلاثة آخرون بانفجار عبوة ناسفة مزروعة قرب سوق شعبي في منطقة النصر والسلام بقضاء أبو غريب، غرب بغداد. وانفجرت قنبلة أخرى قرب محال تجارية في منطقة السقالات، غرب بغداد أيضًا، مما أسفر عن مقتل مدني وإصابة خمسة آخرين.[90]
  - وقع هجوم انتحاري عندما استهدف انتحاري يرتدي حزامًا ناسفًا سوقًا شعبيًا في طوزخورماتو، مما أسفر عن مقتل تسعة مدنيين وإصابة أحد عشر آخرين.[91]
- 19 مايو/أيار - قُتل مدني وأصيب ثلاثة آخرون بانفجار قنبلة قرب سوق جنوب بغداد.
- 20 مايو -
  - قُتل 35 شخصًا وجُرح 45 آخرون في أربع هجمات انتحارية ببغداد.
  - أسفر تفجير انتحاري قرب مدينة البصرة الغنية بالنفط عن مقتل خمسة مدنيين وثلاثة جنود.
- 21 مايو -
  - قُتل جندي وجُرح آخر في انفجار عبوة ناسفة استهدفت دورية للجيش في بغداد.
  - قُتل ما لا يقل عن 17 جنديًا عراقيًا في هجمات انتحارية شنها مسلحو داعش في مدينة الموصل الشمالية.
- 22 مايو -
  - قُتل ستة جنود على الأقل وجُرح حوالي 15 آخرين في هجوم على قاعدة عسكرية شرق العراق.
  - قُتل مدنيان في هجوم مسلح وقع قرب قرية شمال شرق بعقوبة.
  - أعدم مسلحو تنظيم الدولة الإسلامية تسعة رجال من قضاء الحويجة والمناطق المجاورة له بتهمة التعاون مع الأجهزة الأمنية.
  - انفجرت قنبلة مزروعة قرب سوق في منطقة النصر والسلام بقضاء أبو غريب، غرب بغداد، ما أسفر عن إصابة ثلاثة مدنيين.
- 30 مايو/أيار - تفجير محل بوظة الفقمة: قُتل ما لا يقل عن 30 شخصًا وجُرح 40 آخرون عندما انفجرت سيارة مفخخة أثناء تواجدهم خارج محل بوظة. وأعلن تنظيم داعش مسؤوليته عن التفجير.

### يونيو
- 1 يونيو - قُتل وجُرح 16 عراقيًا في ديالى في هجمات وتفجيرات منفصلة في المحافظة، وفقًا لمصادر أمنية.[92]
- 2 يونيو - قُتل جندي من الجيش العراقي وجُرح آخر يوم الجمعة عندما انفجرت عبوة ناسفة في غرب بغداد.[93]
- 3 يونيو - قُتل جندي، فيما جُرح اثنان آخران بسبب هجوم شنه مسلحو تنظيم الدولة الإسلامية على نقطة تفتيش تقع شرق بلدة أبو صيدا في محافظة ديالى.[94]
- 5 يونيو - قُتل وجُرح خمسة أفراد من عائلة واحدة عندما سقطت قذيفة هاون على منزلهم في غرب بغداد.[95]
- 7 يونيو/حزيران -
  - قُتل تسعة مدنيين، بينهم أطفال، في هجوم انتحاري وقع في وسط مدينة هيت، غرب العراق.[96]
  - قُتل أحد عشر جنديًا عراقيًا، بينما أصيب سبعة آخرون جراء انفجار منزل مفخخ في قضاء الموصل الغربي.[97]
- 8 يونيو/حزيران -
  - قُتل ثلاثة عشر مدنيًا، بينما أصيب ثمانية آخرون، بينهم مسلحون من تنظيم الدولة الإسلامية، في هجمات عنيفة وقعت في عدة مناطق في ديالى.[98]
  - قُتل مدني وجُرح اثنان آخران في هجوم مسلح في قضاء بلد، جنوب تكريت.[99]
- 9 يونيو/حزيران -
  - فجّرت امرأة حزامها الناسف في سوق شرق مدينة كربلاء الشيعية المقدسة يوم الجمعة، مما أسفر عن مقتل 30 شخصًا على الأقل وإصابة 35 آخرين.
  - قُتل شرطي، وأصيب خمسة آخرون في انفجارين جنوب بغداد.
- 11 يونيو - قتل مهاجم انتحاري شخصين وأصاب خمسة آخرين في هجوم شنه منتصف الليل على نقطة تفتيش أمنية في محافظة ديالى.[100]
- 16 يونيو/حزيران - قُتل مدني وجُرح ثلاثة آخرون بانفجار قنبلة هز منطقة شمال بغداد.[101]
- 19 يونيو/حزيران -
  - لقي ثلاثة صحفيين، من بينهم فرنسيان وكردي، حتفهم إثر انفجار في مدينة الموصل العراقية.[102]
  - قُتل مقاتل من الفصائل شبه العسكرية وجُرح اثنان آخران بانفجار عبوة ناسفة جنوب بغداد.[103]
- 22 يونيو/حزيران - قُتل شخصان، بينما جُرح أربعة آخرون بانفجار سيارة مفخخة غرب بغداد.[104]
- 23 يونيو/حزيران -
  - قُتل جندي عراقي وثمانية مدنيين عندما فجّر انتحاري من تنظيم الدولة الإسلامية نفسه غرب الأنبار.[105]
  - فجّر انتحاري نفسه بين مدنيين فارين من المدينة القديمة في الموصل، مما أسفر عن مقتل اثني عشر وإصابة أكثر من عشرين.[106]
  - فجّر ثلاثة انتحاريين أنفسهم في منطقة شرق الموصل، مما أسفر عن مقتل خمسة أشخاص بينهم ثلاثة من رجال الشرطة.[107][108]
  - قُتل ما يصل إلى ثلاثة أشخاص وأصيب خمسة آخرون في انفجار سيارة مفخخة شرقي بغداد.[109]
- 24 يونيو/حزيران - قُتل عشرة أشخاص وجُرح ستة آخرون في انفجار قنبلة على جانب الطريق أثناء فرارهم من منازلهم في بلدة استولى عليها مسلحو تنظيم الدولة الإسلامية في محافظة كركوك شمال العراق.
- 26 يونيو/حزيران - قُتل أحد أفراد الأمن ومدني وجُرح ضابط في محاولتين تفجير انتحاريتين قاتلتين في محافظة بابل.
- 28 يونيو/حزيران -
  - أُصيب أربعة جنود من البيشمركة بانفجار عبوة ناسفة في كركوك.
  - قُتل انتحاريان قبل أن يفجرا نفسيهما في حفل زفاف بمحافظة الأنبار.
  - قُتل مدني وجُرح ثلاثة آخرون بانفجار قنبلة على جانب الطريق شمال الرمادي.
- 30 يونيو/حزيران - قُتل ما لا يقل عن 10 جنود عراقيين ومقاتلين موالين للحكومة في هجوم لداعش بالقرب من الحدود مع سوريا.

### يوليو
- 2 يوليو - قُتل 19 شخصًا وجُرح 13 آخرون بعد أن هاجم انتحاري مخيمًا للنازحين في غرب الأنبار بالعراق.
- 3 يوليو -
  - قُتل جندي من الجيش العراقي وجُرح آخر عندما أطلق مسلحون النار على دوريتهم غرب بغداد.
  - قُتل مدني وأصيب ثلاثة آخرون بانفجار قنبلة هزت منطقة جنوب بغداد.
  - قُتل ثلاثة مدنيين وأصيب اثنان آخران جراء انفجار ناجم عن قنبلة زرعها تنظيم الدولة الإسلامية في الحويجة، جنوب غرب كركوك.
- 7 يوليو -
  - قُتل وجُرح أحد عشر شخصًا في اشتباكات وانفجارين في بغداد.
  - قُتل صحفيان عراقيان وشرطي يوم الجمعة في هجوم شنه مسلحو تنظيم الدولة الإسلامية جنوب الموصل.
- 10 يوليو -
  - أعلن الجيش العراقي النصر في معركة الموصل.
  - قُتلت وجُرح عائلة مكونة من ستة أفراد جراء انفجار قنبلة استهدف عائلات فارة من الحويجة الخاضعة لسيطرة تنظيم الدولة الإسلامية.
  - أُعدم سبعة أطفال وشُنقوا على أعمدة الإنارة على يد تنظيم الدولة الإسلامية.
- 11 يوليو/تموز -
  - انفجرت عبوة ناسفة، ما أسفر عن مقتل مدني وإصابة آخر في بلدة الخالص بمحافظة ديالى.
  - أعدم تنظيم الدولة الإسلامية ثلاثة مقاتلين من الحشد الشعبي في قرية الإمام الغربي وحي القيارة.
  - قُتل جندي وأصيب ثلاثة آخرون في انفجار عبوة ناسفة غرب الرمادي.
  - قُتل أربعة مقاتلين موالين للحكومة بانفجار عبوة ناسفة على جانب طريق قرب مدينة تلعفر شمال العراق، وفقًا لضابط عسكري عراقي. وقال محمد الشوفاني إن العبوة انفجرت بسيارة تقل مقاتلين من الحشد الشعبي الشيعية قرب المدينة.
- 12 يوليو/تموز - انفجرت ثلاث عبوات ناسفة، ما أسفر عن مقتل جندي وإصابة خمسة آخرين شمال شرق بعقوبة.
- 13 يوليو/تموز -
  - قُتل سبعة عشر عنصرًا أمنيًا وجُرح تسعة آخرون عندما هاجم انتحاريان مقرًا لمقاتلين عشائريين شبه عسكريين في محافظة الأنبار غرب العراق.[110]
  - أسفر تفجيران في موقعين مختلفين ببغداد عن مقتل شخص وإصابة خمسة آخرين.[111][112]
- 14 يوليو - قُتل شرطي وجُرح آخر بانفجار قنبلة استهدف دوريتهما غرب بغداد.[113]
- 15 يوليو - انفجرت سيارتان مفخختان في مواقع مختلفة من بغداد، ما أسفر عن مقتل شخصين وإصابة سبعة آخرين.[114][115]
- 16 يوليو - انفجرت قنبلة، وُضعت تحت سيارة موظف حكومي يعمل في وزارة الصحة، أثناء مروره على الطريق السريع في منطقة أبو غريب غرب بغداد، مما أدى إلى وفاته على الفور.
- 17 يوليو - قُتلت امرأة عندما داهم مسلحو تنظيم الدولة الإسلامية منزلها شمال شرق محافظة ديالى واختطفوا اثنين من أبنائها.
- 18 يوليو -
  - قُتل جندي عراقي وجُرح آخر يوم الثلاثاء بانفجار قنبلة شمال بغداد.
  - قُتل ضابط دفاع مدني وجُرح ثلاثة من مساعديه بانفجار عبوة ناسفة بدائية الصنع أثناء البحث عن ناجين تحت الأنقاض في مدينة الموصل القديمة.
  - اقتحم مسلحو داعش قرية في شمال غرب كركوك، مما أسفر عن مقتل خمسة أشخاص وأسر خمسة آخرين.
  - قُتل أربعة من مقاتلي الحشد الشعبي في اشتباكات مع مسلحي تنظيم الدولة الإسلامية قرب تلعفر غرب الموصل.
  - أُصيب أربعة من أفراد الشرطة الاتحادية في هجوم مسلح جنوب تكريت.
- 19 يوليو -
  - انفجرت قنبلة مزروعة أسفل سيارة مدني في منطقة سبع البور شمال بغداد، مما أدى إلى مقتل السائق على الفور.
  - قُتل ثلاثة من رجال الشرطة العراقية في تفجير انتحاري في مدينة الموصل القديمة.
- 20 يوليو/تموز -
  - قُتل وجُرح ثمانية أطفال ونساء بانفجار قنبلة على جانب الطريق أثناء مغادرتهم معاقل تنظيم الدولة الإسلامية جنوب غرب كركوك.
  - قاد انتحاري من تنظيم الدولة الإسلامية سيارة مفخخة إلى نقطة تفتيش للجيش العراقي في منطقة البعاج، قرب الحدود مع سوريا، مما أسفر عن مقتل ثلاثة جنود.
  - اغتيل عضو في مجلس محافظة بغداد على يد مسلحين استخدموا أسلحة كاتمة للصوت في الكرادة، بغداد.
- 21 يوليو/تموز - انفجرت قنبلة مزروعة على جانب الطريق السريع في منطقة التاجي، شمال بغداد، مما أسفر عن إصابة ثلاثة مدنيين.
- 22 يوليو/تموز - أُصيبت زوجة شرطي بانفجار قنبلة في منطقة الجهيزة، غرب بعقوبة.
- 23 يوليو/تموز -
  - قُتل خمسة مدنيين وجُرح تسعة آخرون في انفجار عبوة ناسفة شمال غرب بعقوبة.
  - انفجرت عبوة ناسفة مزروعة على جانب طريق في منطقة الرضوانية، غرب بغداد، ما أسفر عن إصابة مدنيين اثنين.
  - انفجرت قنبلة مزروعة بالقرب من ملعب شعبي في منطقة الباوي بقضاء المدائن، ما أسفر عن إصابة مدنيين اثنين.
  - ألقت شرطة الأنبار القبض على سائق مركبة، تبين أنها مفخخة، في منطقة الحلبسة، عند المدخل الغربي لمدينة الفلوجة. انفجرت المركبة أثناء التعامل معها، ما أسفر عن مقتل فريق وضابط آخر وإصابة شرطي ثالث.
- 24 يوليو/تموز -
  - قُتل ضابط في الجيش بانفجار عبوة ناسفة أثناء تفكيكها غرب الأنبار.
  - أصيب مقاتلان من قوات البيشمركة بانفجار عبوة ناسفة بالقرب من دوريتهما في غرب ديالى.
  - انفجرت سيارة مفخخة متوقفة في سوق باب سنجار بالموصل، مستهدفة قوات الأمن والمدنيين، مما أسفر عن مقتل أربعة مدنيين وإصابة ثلاثة آخرين، بينهم اثنان من رجال الشرطة.
- 25 يوليو -
  - قُتل ضابط شرطة وجُرح سبعة آخرون في انفجارين منفصلين ببغداد.
  - أطلق مسلحون النار على ضابط شرطة أثناء عودته إلى منزله بسيارته الخاصة في منطقة الدواية، شمال ذي قار.
  - أطلق مسلحون النار على النائبين الكرديين رياض خورشيد وآزاد شاهد في محافظة كركوك، مما أسفر عن مقتل الأول وإصابة الثاني.
  - قُتل عنصران من قوات الحشد الشعبي، فيما جُرح ثلاثة آخرون، عندما استهدفت سيارة مفخخة نقطة تفتيش شرق مدينة تكريت.
  - قُتل أربعة من أفراد الأمن عندما هاجم تنظيم الدولة الإسلامية (داعش) قوات في سوق غرب الموصل.
  - أعدم تنظيم الدولة الإسلامية عشرة أعضاء، بينهم قادة عرب، غرب الموصل.
- 26 يوليو - قُتل مدني، فيما جُرح ثلاثة آخرون، عندما سقط صاروخ هاون غرب بغداد. كما أصيب ثلاثة مدنيين بجروح في انفجار عبوة ناسفة جنوب بغداد.
- 27 يوليو/تموز -
  - قُتل شرطي، وأصيب مدير مركز شرطة في هجوم انتحاري استهدف مركز شرطة عامرية الفلوجة.
  - لقيت امرأتان حتفهما وجُرح ثلاثة رجال في انفجارين متتاليين لعبوتين ناسفتين في محافظة ديالى.
- 28 يوليو/تموز - قتلت قوات الأمن العراقية أربعة انتحاريين، بينما قتل خامس عائلة بأكملها مكونة من ستة أفراد غرب الأنبار.
- 29 يوليو/تموز -
  - قُتل مقاتل عشائري، بينما أُصيب آخر في هجوم مسلح على نقطة تفتيش جنوب بغداد.
  - قُتل ثلاثة مدنيين، بينما أُصيب سبعة آخرون بانفجار عبوة ناسفة في حي سكني بقرية، جنوب شرق الموصل.
- 30 يوليو/تموز -
  - قُتل مقاتل من الحشد العشائري في هجوم مسلح شمال بغداد.
  - قُتل جنديان عراقيان عندما انفجرت مركبة مفخخة في دوريتهما غرب البلاد.
- 31 يوليو - قُتل شرطي وأصيب اثنان آخران عندما انفجرت قنبلة على جانب الطريق شمال شرق بعقوبة.

### أغسطس
- 1 أغسطس/آب - قُتل شرطي عندما هاجم أحد أفراد تنظيم الدولة الإسلامية (داعش) نقطة تفتيش، وقُتل أحد المهاجمين، وأُلقي القبض على الآخرين.
- 2 أغسطس/آب -
  - قُتل مقاتل كردي من البيشمركة في انفجار عبوة ناسفة شمال محافظة ديالى.
  - قُتل ثلاثة جنود عراقيين في انفجار عبوة ناسفة شمال شرق بعقوبة.
  - انفجرت قنبلة زرعها مسلحو داعش داخل منزل، مما أسفر عن مقتل مدنيين اثنين وإصابة ثالث في الموصل.
- 3 أغسطس/آب - قُتل ضابط عراقي، وفُقد آخر في كمين نصبه مسلحو داعش جنوب محافظة نينوى.
- 4 أغسطس/آب -
  - هاجم عناصر داعش دورية للبيشمركة في منطقة الطوز، شرق محافظة صلاح الدين، مما أسفر عن مقتل ضابط وجنديين من رتبة أدنى، وإصابة ضابط رابع.
  - أدى تفجير انتحاري إلى مقتل ثلاثة من أفراد الجيش العراقي مع استمرار العمليات للقضاء على فلول تنظيم الدولة الإسلامية في غرب الموصل.
- 5 أغسطس -
  - قُتل ضابط في الجيش العراقي وأصيب خمسة جنود بانفجار عبوة ناسفة غرب بعقوبة، محافظة ديالى.
  - انفجرت عبوة ناسفة داخل مقبرة في الرمادي أثناء مراسم تشييع، مما أسفر عن مقتل شخصين وإصابة ثلاثة آخرين.
- 6 أغسطس -
  - قُتل مدني، بينما أُصيب آخر في انفجار قنبلة في ناحية رأس الجدة، غرب الموصل.
  - قُتل مدني بانفجار عبوة ناسفة غرب بغداد.
- 7 أغسطس -
  - قُتل خمسة مدنيين، بينما أُصيب سبعة آخرون في عدة مناطق بمحافظة ديالى في هجمات مختلفة بقذائف الهاون والعبوات الناسفة.[116][117]
  - قُتل وجُرح ستة مقاتلين من الفصائل شبه العسكرية في تفجير مزدوج شمال محافظة بابل.
  - شنّ تنظيم الدولة الإسلامية هجومًا ثلاثيًا تضمن تفجيرًا انتحاريًا.
- 8 أغسطس/آب - قُتل مدني في هجوم مسلح بالعاصمة العراقية بغداد، فيما أصيب اثنان آخران في انفجار عبوة ناسفة.
- 9 أغسطس/آب -
  - أعدم مسلحو تنظيم الدولة الإسلامية 27 مدنيًا في معقلهم بكركوك.
  - قُتل مدني بانفجار عبوة ناسفة بدائية الصنع من تنظيم الدولة الإسلامية (داعش) في مدينة الموصل القديمة.
- 10 أغسطس/آب -
  - قُتل تسعة عناصر من الحشد الشعبي، بينما أصيب ستة آخرون في هجوم مسلح غرب الأنبار.
  - قُتل مدنيان وأصيب ثلاثة آخرون يوم الخميس عندما أطلق مسلحون من تنظيم الدولة الإسلامية النار عليهم غرب الموصل.
  - قُتل مدني وأصيب سبعة آخرون في انفجارين منفصلين ببغداد.
- 12 أغسطس/آب -
  - قُتل أربعة مدنيين وأصيب تسعة آخرون في انفجار قنبلة، استهدف عائلات فارّة من مناطق سيطرة داعش، شمال صلاح الدين.
  - قُتل مدني في هجوم مسلح جنوب شرق العاصمة بغداد.
  - قُتل أربعة مدنيين وجُرح تسعة آخرون في انفجار قنبلة، استهدف عائلات فارة من مناطق سيطرة داعش في محافظة صلاح الدين.
- 13 أغسطس/آب -
  - أُصيب مدنيان على الأقل في انفجار سيارة مفخخة في قضاء البلديات ببغداد.
  - فجّر ثلاثة مسلحين من تنظيم الدولة الإسلامية يقودون سيارة مفخخة أنفسهم، مما أسفر عن مقتل جندي في معمل الإسمنت على الطريق بين محافظتي كربلاء والأنبار.
  - قُتل أربعة من أفراد الشرطة في كمين نصبه مسلحو تنظيم الدولة الإسلامية شرق محافظة ديالى.
- 14 أغسطس/آب -
  - قُتل وجُرح ثلاثة مدنيين في مناطق مختلفة بمدينة الموصل في ثلاث هجمات منفصلة.
  - وقُتل شرطي في هجوم مسلح شمال محافظة كركوك.
- 15 أغسطس/آب -
  - تُوفي مدني وأصيب آخر بانفجار عبوة ناسفة في منطقة جنوب غرب بغداد.
  - قُتلت عائلة بأكملها مكونة من خمسة أفراد في انفجار قنبلة شمال شرق محافظة ديالى.
  - قُتل وجُرح اثنان من أفراد الشرطة الاتحادية في هجوم مسلح غرب الموصل.
- 16 أغسطس/آب -
  - قُتل مدني وأصيب آخر بانفجار عبوة ناسفة شرق محافظة ديالى.
  - تسلل عدد من الانتحاريين إلى مراكز أمنية شمال بيجي، حيث وقعت اشتباكات ضد أفراد الشرطة، مما أسفر عن مقتل تسعة أفراد وأربعة مهاجمين، وإصابة آخرين.
- 17 أغسطس/آب - أعدم مسلحو تنظيم الدولة الإسلامية ثلاثة أشقاء في غرب الأنبار لرفضهم الانضمام إلى التنظيم.
- 18 أغسطس/آب -
  - قتل مسلحو تنظيم الدولة الإسلامية ضابط شرطة وأفراد عائلته بعد اقتحام منزله في شمال غرب كركوك.
  - أصيب أربعة أشخاص يوم الجمعة بانفجار عبوة ناسفة جنوب شرق بغداد.
- 19 أغسطس/آب -
  - قُتل أستاذ جامعي وجندي، بينما أصيب آخر في انفجار عبوتين ناسفتين غرب بغداد.
  - قُتل وجُرح تسعة مدنيين بانفجار لغم أرضي زرعه تنظيم الدولة الإسلامية في نينوى.
- 20 أغسطس -
  - قُتل جندي وأصيب آخر بانفجار مركبة مفخخة عند نقطة تفتيش بمحافظة صلاح الدين.
  - قُتل وجُرح خمسة مدنيين بانفجار عبوة ناسفة غرب بغداد.[118]
  - أعلن رئيس الوزراء العراقي حيدر العبادي بدء الهجوم للسيطرة على تلعفر.[119]
- 21 أغسطس - قُتل مدني، بينما أُصيب جنديان في انفجار عبوتين ناسفتين شمال بغداد.[120]
- 23 أغسطس - أُصيب جنديان عندما هاجم مسلحون مجهولون دوريتهما جنوب العاصمة بغداد.[121]
- 24 أغسطس -
  - قُتل مدني وأصيب ثلاثة آخرون بانفجار قنبلة في منطقة غرب بغداد.[122]
  - أحرق مسلحو تنظيم الدولة الإسلامية عائلة مكونة من ثمانية أفراد، بينهم رضيع، حتى الموت لمحاولتهم الفرار من معقل التنظيم في جنوب غرب كركوك.[123]
- 25 أغسطس/آب - قُتل ضابط كبير وجُرح أربعة جنود في انفجارين منفصلين بالأنبار.[124]
- 26 أغسطس/آب -
  - قُتل ضابط كبير وجُرح خمسة آخرون في انفجار وقع قرب الحدود المشتركة مع السعودية.[125]
  - انفجرت عبوة ناسفة مزروعة أسفل سيارة مدني أثناء تواجدها في منطقة شهداء البياع جنوب غرب بغداد، ما أدى إلى مقتل المواطن على الفور.[126]
  - قُتل وجُرح ستة من عناصر البيشمركة الأكراد بانفجار عبوة ناسفة على جانب طريق غرب كركوك.[127]
- 27 أغسطس/آب -
  - قُتل ستة مدنيين على الأقل في هجومين بسيارتين مفخختين، وانفجار قنبلة في مناطق مختلفة من بغداد.[128]
  - قُتل مصور عراقي بانفجار عبوة ناسفة أثناء مرافقته للقوات في هجماتها ضد مسلحي تنظيم الدولة الإسلامية في تلعفر.[129]
- 28 أغسطس/آب - انفجرت سيارة مفخخة قرب سوق جميلة المزدحم بالجملة في حي مدينة الصدر الشيعي ببغداد، مما أسفر عن مقتل 12 شخصًا وإصابة 28 آخرين على الأقل. إضافةً إلى ذلك، انفجرت عبوة ناسفة في منطقة اليوسفية جنوب بغداد، مما أسفر عن مقتل أربعة أشخاص وإصابة ثمانية آخرين. كما أصيب مدنيان آخران في انفجار عبوة ناسفة شمال بغداد.[130][131][132]
- 29 أغسطس/آب - قُتل مدنيان، وأصيب سبعة آخرون في ثلاثة انفجارات وقعت في عدة مناطق بالعاصمة بغداد.[133]
- 30 أغسطس/آب - قُتل خمسة مقاتلين من الحشد الشعبي، وجُرح ثلاثة آخرون، في انفجار قنبلتين مزروعتين على جانب الطريق في قضاء تلعفر المحرر حديثًا في العراق.[134]
- 31 أغسطس/آب -
  - قُتل مدني، وجُرح سبعة آخرون، بينهم أفراد من الجيش، في انفجارين شمال وجنوب غرب بغداد. إضافةً إلى ذلك، قُتل ثلاثة عناصر من الحشد العشائري، وجُرح أربعة آخرون عندما ألقى مسلحون قنبلة يدوية على نقطة تفتيش لهم في أبو غريب، غرب العاصمة.[135][136]
  - انتهت معركة تلعفر بانتصار كبير للجيش العراقي.[137]

### سبتمبر
- 2 سبتمبر -
  - قتل انتحاريون سبعة أشخاص وأصابوا 12 في هجوم على محطة كهرباء شمال بغداد.[138]
  - أصيب ثلاثة أشخاص بانفجار قنبلة في منطقة جنوب شرق بغداد.[139]
- 3 سبتمبر - انفجرت قنبلة، وُضعت على جانب الطريق في منطقة هور رجب، جنوب بغداد، يوم الأحد، مما أدى إلى إصابة مدني كان يمرّ وقت الانفجار.[140]
- 4 سبتمبر - أصيب ستة مدنيين في انفجار عبوة ناسفة جنوب غرب بغداد.[141]
- 5 سبتمبر -
  - قُتل وجُرح ستة أشخاص في انفجارين شمال وغرب بغداد.[142]
  - أُصيب عشرة مقاتلين من البيشمركة الكردية في انفجار قنبلة على جانب الطريق غرب الموصل.[143]
  - نجا رجل دين مسلم من محاولة اغتيال، وأُصيب في النجف. كما قُتل ثلاثة من مرافقيه في الهجوم.[144]
- 6 سبتمبر - قُتل جندي وأصيب ثلاثة آخرون في هجوم شنه تنظيم الدولة الإسلامية على نقطة تفتيش أمنية جنوب صلاح الدين.[145]
- 7 سبتمبر - انفجرت عبوة ناسفة وُضعت بجوار محلات تجارية في منطقة جسر ديالى، مما أسفر عن إصابة شخصين. وبعد ساعات، انفجرت عبوة ناسفة أخرى وُضعت بالقرب من محل بقالة في اليوسفية، مما أسفر عن مقتل شخص وإصابة أربعة آخرين.[146][147]
- 8 سبتمبر - ضرب انفجاران جنوب وغرب بغداد، مما أسفر عن مقتل وإصابة تسعة أشخاص. انفجرت إحدى القنبلتين في سوق، واستهدف الانفجار الآخر دورية للشرطة.[148]
- 9 سبتمبر - قُتل ثلاثة مدنيين، بينما أصيب ثلاثة آخرون في انفجار قنبلة شرق بغداد.[149]
- 10 سبتمبر -
  - قُتل مدني، وأصيب خمسة آخرون في انفجار قنبلة جنوب غرب بغداد.[150]
  - ولقي جندي عراقي حتفه أثناء محاولته تفكيك عبوة ناسفة غرب مدينة الرمادي.[151]
- 12 سبتمبر/أيلول - قُتل مقاتل من الحشد الشعبي وجُرح اثنان آخران بانفجار قنبلة في منطقة جنوب بغداد. كما قُتل مدني وجُرح آخر بانفجار قنبلة شرق العاصمة بغداد.[152][153]
- 13 سبتمبر - انفجرت عبوة ناسفة قرب المنطقة الصناعية في قرية بسماية الواقعة على طريق بغداد-واسط، مما أسفر عن مقتل شخص وإصابة ثمانية آخرين.[154]
- 14 سبتمبر - هجمات الناصرية 2017: تسبب هجوم لتنظيم الدولة الإسلامية في مقتل 84 شخصًا على الأقل وإصابة أكثر من 90 آخرين. وقع الهجوم الأول بالقرب من مطعم، وبعد ذلك بوقت قصير، استهدفت سيارة مفخخة نقطة تفتيش أمنية في المنطقة نفسها، بالقرب من الناصرية في محافظة ذي قار.[155][156][157]
- 16 سبتمبر - بدأ الجيش العراقي هجوم عكاشات، وهو جزء من الهجوم الرئيسي في غرب الأنبار. وفي وقت لاحق من اليوم، أعلن الجيش العراقي سيطرته على عكاشات.
- 17 سبتمبر - قُتل أربعة وعشرون شخصًا عندما انفجرت عبوة ناسفة في مبنى مدرسة غرب الموصل، من بينهم اثنا عشر مسلحًا من الحشد العشائري، أثناء تدريبهم في تلك المدرسة.[158][159]
- 18 سبتمبر - قُتل أحد أفراد الشرطة وأصيب جنديان من الجيش في انفجار قنبلتين في شرق وجنوب بغداد.[160]
- 19 سبتمبر/أيلول -
  - قُتل مدني في انفجار قنبلة زرعها تنظيم الدولة الإسلامية (داعش) جنوب كركوك.[161]
  - بدأ الجيش العراقي هجومه على عنه، وهو جزء من الهجوم الرئيسي في غرب الأنبار.
- 20 سبتمبر/أيلول - شنّ الجيش العراقي هجومًا لاستعادة الحويجة.
- 21 سبتمبر/أيلول - استولى الجيش العراقي على بلدة عنه، منهيًا هجوم غرب الأنبار.
- 27 سبتمبر/أيلول - هاجم مسلحو تنظيم الدولة الإسلامية (داعش) عدة مواقع تسيطر عليها القوات العراقية في محافظة الأنبار، مما أسفر عن مقتل 7 جنود على الأقل وإصابة 16 آخرين.[162]
- 28 سبتمبر/أيلول - أعدم مسلحو تنظيم الدولة الإسلامية عشرة مدنيين في الحويجة.[163]

### أكتوبر
- 5 تشرين الأول/أكتوبر - الجيش العراقي يعلن انتصاره في معركة الحويجة.
- 12 أكتوبر - أفادت وزارة الدفاع الأمريكية أن الولايات المتحدة، بالتعاون مع قوات التحالف، نفذت أربع غارات جوية على البنية التحتية ومواقع داعش.[164]
- 14 أكتوبر - قُتل خمسة جنود عراقيين وأصيب 13 آخرون بعد هجوم إطلاق نار شنه تنظيم الدولة الإسلامية في تل صفوك بالعراق.[165][166]
- 15 أكتوبر - هاجم الجيش العراقي قوات البيشمركة في منطقة كركوك والمدينة، وبدأ الصراع العراقي الكردي عام 2017 في ذلك اليوم أيضًا.
- 16 أكتوبر - هاجم مسلحو داعش قريتي ماخا وتويلحة شمال كركوك.[167]
- 19 أكتوبر - فر ما يقرب من 100 ألف كردي من كركوك بعد سيطرة الجيش العراقي عليها.[168]
- 20 أكتوبر - انتهت معركة كركوك بانتصار عراقي.
- 26 أكتوبر - أطلق الجيش العراقي حملته الأخيرة في العراق ضد تنظيم الدولة الإسلامية.

### نوفمبر
- 3 نوفمبر - دخلت القوات العراقية مدينة القائم، إحدى آخر المدن التي يسيطر عليها تنظيم الدولة الإسلامية.[169]
- 5 نوفمبر - هاجم انتحاريان مسجدًا شيعيًا في كركوك، مما أسفر عن مقتل 5 أشخاص.[170]
- 11 نوفمبر -
  - بدأت القوات المسلحة العراقية هجومًا لاستعادة راوة، آخر معاقل داعش.[171]
  - وفي الحويجة تم اكتشاف مقابر جماعية تضم أكثر من 400 جثة.[172]

### ديسمبر
- 9 ديسمبر/كانون الأول - أعلنت الحكومة العراقية انتهاء الحرب مع داعش. ورحبت وزارة الخارجية الأمريكية بهذا الانتصار، لكنها أكدت استمرار القتال على نطاق محدود.[173]